# Achias
Achias är ett släkte av tvåvingar. Achias ingår i familjen bredmunsflugor.

## Dottertaxa tillAchias, i alfabetisk ordning[1]
- Achias additus
- Achias albertisi
- Achias alutarius
- Achias amplividens
- Achias apictipennis
- Achias aspiciens
- Achias attrahens
- Achias australis
- Achias brachyophthalmus
- Achias calcar
- Achias carolinae
- Achias cauda
- Achias celaenops
- Achias cheesmanae
- Achias clastus
- Achias cogani
- Achias comptus
- Achias crosskeyi
- Achias dacoides
- Achias delectans
- Achias diversifrons
- Achias divisus
- Achias fabricii
- Achias flyensis
- Achias fritillus
- Achias fuligo
- Achias fulviceps
- Achias furcatus
- Achias gjellerupi
- Achias gracilis
- Achias gressitti
- Achias hapsis
- Achias hendeli
- Achias hennigi
- Achias hollowayi
- Achias hyweli
- Achias ios
- Achias ismayi
- Achias janus
- Achias kentae
- Achias khooi
- Achias kimi
- Achias kurandanus
- Achias lachlani
- Achias latividens
- Achias longitarsis
- Achias longividens
- Achias mallochi
- Achias meeki
- Achias meijerei
- Achias melinus
- Achias microcephalus
- Achias minax
- Achias mitis
- Achias molysma
- Achias nigricoxa
- Achias nigrifacies
- Achias obliquus
- Achias oculatus
- Achias opipes
- Achias parilis
- Achias penicillus
- Achias pexatus
- Achias planiceps
- Achias platychirus
- Achias polyonychus
- Achias pumex
- Achias punctulatus
- Achias pygmosus
- Achias reses
- Achias robustus
- Achias rothschildi
- Achias rufus
- Achias sackeni
- Achias schneiderae
- Achias sciotus
- Achias sedlacekae
- Achias sphyrna
- Achias steyskali
- Achias stigon
- Achias stiva
- Achias straatmani
- Achias strictus
- Achias strigatus
- Achias subnudus
- Achias sursividens
- Achias szentivanyi
- Achias tawii
- Achias testaceus
- Achias thoracalis
- Achias trivittatus
- Achias tudes
- Achias wallacei
- Achias venustulus
- Achias xyrion